# Treat or Goblins
Treat or Goblins è un brano musicale di Megumi Hayashibara, scritto da Ri Seishi e Sagisu Shiro, e pubblicato come singolo il 24 aprile 2002 dalla Starchild Records. Il brano è stato incluso nell'album della Hayashibara Center Color. Il singolo raggiunse la diciannovesima posizione della classifica settimanale Oricon, e rimase in classifica per cinque settimane, vendendo 30 970 copie. Brave Heart è stato utilizzato come sigla d'apertura della serie televisiva anime Abenobashi - Il quartiere commerciale di magia.

## Tracce
CD singolo KICM-3030
1. Treat or Goblins - 3:48
2. Anata no Kokoro ni (あなたの心に) - 3:15
3. Anata no Kokoro ni (HipDooWopHop Mix) - 4:48
4. Treat or Goblins (Off Vocal Version) - 3:48
5. Anata no Kokoro ni (Off Vocal Version) - 3:15

Durata totale: 18:55

## Classifiche
| Classifica (2002)                        | Posizione più alta |
| ---------------------------------------- | ------------------ |
| Giappone (Classifica settimanale Oricon) | 19                 |